# Saint-Symphorien-sur-Couze
Saint-Symphorien-sur-Couze è un ex comune francese di 235 abitanti situato nel dipartimento dell'Alta Vienne nella regione della Nuova Aquitania.
Il 1º gennaio 2009 è stato inglobato nel nuovo comune di Saint-Pardoux-le-Lac.

## Società

### Evoluzione demografica
Abitanti censiti